# London Fo Guang Shan Temple
London Fo Guang Shan Temple is een boeddhistische tempel in het hart van Londen, de hoofdstad van het Verenigd Koninkrijk. De tempel ligt achter Oxford Street en is een kwartier lopen van Londen Chinatown. Het gebouw van de tempel is een beschermd erfgoed en was vroeger van een protestantse instituut voor het opleiden van geestelijken.
Sinds 1992 bestaat deze tempel en is daarmee de eerste Fo Guang Shantempel in het Verenigd Koninkrijk. De tempel is een van de vele Fo Guang Shantempels in de wereld.
Het gebouw bestaat uit vier verdieping. De kelder huist de vegetarische keuken. De begane grond bestaat uit de receptie, bibliotheek en kantoor. Op de eerste verdieping zijn de twee altaren van Guan Yin en Ksitigarbha. Op de hoogste verdieping bevindt zich de meditatiezaal.